# Provincia de Bongará
La provincia de Bongará es una de las siete que conforman el departamento de Amazonas en el norte del Perú. Limita por el norte con la provincia de Condorcanqui y el departamento de Loreto, por el este con el departamento de San Martín, por el sur con la provincia de Chachapoyas y por el oeste con las provincias de Utcubamba y Luya. 
En la estructura jerárquica de la Iglesia católica, pertenece a la diócesis de Chachapoyas.

## Historia
Fue creada por decreto ley del 26 de diciembre de 1870, en el gobierno del presidente José Balta.

## Geografía
Su capital, la villa de Jumbilla, se encuentra a 1991 m s. n. m. con 1385 habitantes, siendo sus coordenadas geográficas 5°53′38″S 77°44′52″O / -5.89389, -77.74778.

## División administrativa
Esta provincia se divide en doce distritos:
| Distritos de Bongará | Distritos de Bongará | Distritos de Bongará | Distritos de Bongará          | Distritos de Bongará |
| Ubigeo               | Distrito             | Capital              | Creación                      | Población (2015)     |
| -------------------- | -------------------- | -------------------- | ----------------------------- | -------------------- |
| 010301               | Jumbilla             | Jumbilla             | s/n 26 de diciembre de 1870   | 1748                 |
| 010302               | Chisquilla           | Chisquilla           | 10632 20 de julio de 1946     | 336                  |
| 010303               | Churuja              | Churuja              | 10150 30 de diciembre de 1944 | 269                  |
| 010304               | Corosha              | Corosha              | 10632 20 de julio de 1946     | 1025                 |
| 010305               | Cuispes              | Cuispes              | 10004 11 de noviembre de 1944 | 895                  |
| 010306               | Florida              | Florida              | 7877 3 de noviembre de 1933   | 8493                 |
| 010307               | Jazán                | Pedro Ruiz Gallo     | 22901 26 de febrero de 1980   | 9360                 |
| 010308               | Recta                | Recta                | 10632 20 de julio de 1946     | 206                  |
| 010309               | San Carlos           | San Carlos           | Independ.                     | 317                  |
| 010310               | Shipasbamba          | Shipasbamba          | s/n 5 de febrero de 1861      | 1786                 |
| 010311               | Valera               | Valera               | 7877 3 de noviembre de 1933   | 1281                 |
| 010312               | Yambrasbamba         | Yambrasbamba         | s/n 26 de diciembre de 1870   | 8304                 |

## Clima
Posee un clima variado. Es frío en Pishco huañuna. Templado en ciudades como Jumbilla, Recta, Florida. Es cálido en Churuja, San Carlos, Yambrasbamba, Jazán y Shipasbamba.

## Recursos económicos
| Agrícolas  | Caña de azúcar, tabaco, cacao, papas, maíz, racacha, zapallo, calabazas (variedades) |
| Forestales | Palo de balsa y diversas maderas finas                                               |
| Pecuarios  | Ganado vacuno, lanar, caballar, mular                                                |
| Minerales  | Sal, lavaderos de oro                                                                |

### Producción agrícola[2]
| Producto       | Siembra (ha) |
| -------------- | ------------ |
| Maíz           | 1101         |
| Frijol         | 720          |
| Caña de azúcar | 381          |
| Plátano        | 329          |
| Yuca           | 192          |
| Papa           | 166          |
| Cítricos       | 59           |

## Atractivos turísticos
Aquí se tienen importantes caídas de agua. Asimismo, también se encuentra entre su fauna al mono choro de cola amarilla, que es una especie en extinción.
- Catarata Yumbilla (distrito de Cuispes), con una altura de 895.4 metros, se dice que es la tercera más alta del mundo, superando a la *
- Catarata Gocta (distrito de Valera), con 771 metros, es la cuarta catarata más alta del mundo.
- Catarata Pabellón (distrito de Cuispes), de más de 400 metros de altura.
- Cataratas Chinata, de más de 500 metros.

- Laguna de Pomacochas (distrito de Florida), donde por los mismos lares también encontramos a una única especie exótica de colibrí conocida como colibrí de cola espátula.

- Aguas termales de Chaquil  (distrito de Florida): Aguas sulfurosas que botan con un caudal a 3 litros por minuto, con temperatura que fluctúan entre 20 a 25 °C, a una altitud de 1300 m s. n. m. Según los lugareños, posee propiedades curativas para la piel y los huesos.

- Zona reservada Río Nieva (distrito de Yambrasbamba): Con una extensión de 36 348.30 ha, cuenta con un amplio potencial turístico debido a su riqueza biológica y cultural. Así también tiene una diversidad paisajística que con un manejo adecuado puede generar ingresos por turismo vivencial y de naturaleza desarrollando circuitos y caminos que atraviesen por las diferentes formaciones vegetales.[3]

- ACP Abra Patricia-Alto Nieva (distrito de Yambrasbamba): Ubicada en la zona de amortiguamiento del bosque de protección del Alto Mayo, con una superficie de 3100 ha de bosques que son el hábitat de especies de aves endémicas como Xenoglauxloweryi, Heliangelusregalis, Grallariculaochraceifrons, Poecilotriccusluluae, Picumnussteindachneri, Grallariacarrikeri, una especie de primate más raro y amenazado que es el Oreonaxflavicauday una especie de orquídea Phragmipediumkovachii. Fue creada con RM 321-2017-AG.[4]

- Santuario nacional Cordillera de Colán (distrito de Chisquilla): Protege las cuentas de los ríos Shushug y Chiriaco, con una extensión de 64 114.74 ha, su temperatura fluctúa entre los 20 y 25 °C y está a una altitud de 3600 m s. n. m. Fue creada mediante RM 213-2002-AG el 1 de febrero de 2002.[5]

### Bebidas exóticas
El guarapo, bebida exótica, que se obtiene de la maceración del jugo de la caña por un período de ocho días, el proceso permite eliminar el cien por ciento del gas que produce la fermentación y obtener un licor natural con propiedades diuréticas. Es utilizado por los lugareños como bebida para saciar la sed en las diferentes faenas agrícolas. Se atribuyen a esta bebida la imposibilidad de sufrir el mal de próstata, tan es así que, en su población masculina mayor a 40 años, el índice de esta enfermedad, que se ha registrado en los centros de salud, representa el 0,01 %, es casi nula (se continuará buscando más información estadística).[cita requerida]

## Autoridades

### Regionales
- Consejero regional
  - 2019-2022:[6] Jorge Luis Yomona Hidalgo (Movimiento Regional Fuerza Amazonense)

### Municipales
- 2019-2022[6]
  - Alcalde: Rómulo Flumencio Vargas Mas, del Movimiento Regional Fuerza Amazonense.
  - Regidores:

  1. Jorge Maslucan Guivin (Movimiento Regional Fuerza Amazonense)
  2. Heidy Llovany Velayarse de Jara (Movimiento Regional Fuerza Amazonense)
  3. Belizario Gonzales Herrera (Movimiento Regional Fuerza Amazonense)
  4. Beimer Francisco Hoyos Ríos (Movimiento Regional Fuerza Amazonense)
  5. José Napoleón Sánchez Sempertegui (Movimiento Regional Fuerza Amazonense)
  6. Manuel Llamo Vásquez (Sentimiento Amazonense Regional)
  7. Iván Cruz Bacalla Levano (Movimiento Independiente Surge Amazonas)

### Policiales
- Comisario sectorial de Bongará: Mayor PNP Segundo Horacio Santillán Tafur

## Festividades
- 24 de junio: Fiesta Patronal de Jumbilla, capital de la provincia. Previa semana de actividades folclóricas.